# Staré Těchanovice
Staré Těchanovice är en ort i Tjeckien. Den ligger i den östra delen av landet, 240 km öster om huvudstaden Prag. Staré Těchanovice ligger 463 meter över havet och antalet invånare är 138.
Terrängen runt Staré Těchanovice är platt söderut, men norrut är den kuperad. Runt Staré Těchanovice är det ganska tätbefolkat, med 86 invånare per kvadratkilometer. Närmaste större samhälle är Budišov nad Budišovkou, 5,1 km sydväst om Staré Těchanovice. Trakten runt Staré Těchanovice består till största delen av jordbruksmark.